# Rasheed Brokenborough
Rasheed Brokenborough (Filadelfia, 24 giugno 1976) è un ex cestista statunitense, professionista in Europa.

## Carriera
Dopo aver militato nel campionato turco e in quello italiano, è passato nel campionato cipriota.

## Palmarès

### Squadra
- Campionato lettone: 1

Ventspils: 2005-06

### Individuale
- IBA Sixth Man of the Year (2001)